# Gran Sinagoga de Copenhague
La Gran Sinagoga de Copenhague o simplemente la Sinagoga de Copenhague (en danés:  Københavns Synagoge) es la principal sinagoga de la comunidad judía en Copenhague, Dinamarca. La sinagoga se define por su arquitectura única en torno al Arca de la ley. Durante la primera mitad del siglo XIX, las sinagogas continuaron siendo construidas en la tradición clásica, pero empezó a producirse un renacimiento de la arquitectura griega y romana. La Gran Sinagoga de Copenhague es una de las pocas sinagogas de su periodo en utilizar elementos egipcios en las columnas, el techo, y en la cornisa sobre el arca.
Durante la Segunda Guerra Mundial, los rollos de la Torá de la sinagoga estaban escondidos en la iglesia Trinitatis y fueron devueltos a la sinagoga después de la guerra.